# Іподром (платформа)
55°33′38″ пн. ш. 38°14′20″ сх. д. / 55.5605° пн. ш. 38.238944444444° сх. д.
Іподром (рос. Ипподром) (до 20 лютого 2020 — «47 кілометр») — зупинний пункт/пасажирська платформа Рязанського напрямку МЗ, у складі лінії МЦД-3. Розташована у межах станції Раменське в місті Раменське Московської області.
Кінцева зупинка для більшості маршрутів приміських електропоїздів, що прямують від Казанського вокзалу Рязанським напрямком. 
За платформою знаходиться депо Раменське. 
Тут закінчується чотириколійна дистанція Рязанського напрямку, далі в бік Рязані дистанція двоколійна.
Має три платформи, каса знаходиться на платформі № 2, що приймає електропоїзди, які тут закінчують свій маршрут. Бічна платформа № 3 приймає транзитні електропоїзди у бік Москви, а платформа № 1 приймає транзитні електропоїзди у бік Голутвіна і частину транзитних електропоїздів у бік Москви, що проходять 4-ою колією без зупинок дистанцією Раменське — Люберці. Платформа біля 3-ї колії відсутня, тому там не зупиняються електропоїзди з Москви, що проходять по 3-й колії без зупинок дистанцію Люберці — Фабрична.
Зупинний пункт Іподром - межа санітарної зони для поїздів далекого прямування.
Поруч із зупинковим пунктом розташований Раменський іподром .
З 17 серпня 2023 року є південно-східною кінцевою Ленінградсько-Казанського діаметра (МЦД-3), тому пункт зупинки був частково реконструйований; були перебудовані платформи, з'явився надземний перехід, збудовано новий павільйон з касами.